# كين فارمر
كين فارمر (بالإنجليزية: Ken Farmer)‏ هو لاعب كرة قدم أسترالية أسترالي، ولد في 25 يوليو 1910 في أديلايد في أستراليا، وتوفي بنفس المكان في 5 مارس 1982.

## وصلات خارجية
- كين فارمر على موقع AustralianFootball.com (الإنجليزية)